# Olympisch kwalificatietoernooi schaatsen Nederland 2018
Het Nederlands kwalificatietoernooi voor het schaatsen op de Olympische Spelen 2018, ook wel aangeduid als het Olympisch kwalificatietoernooi (OKT) wordt van 26 t/m 30 december 2017 in Thialf verreden.
Behalve voor de Olympische Spelen worden ook de selecties voor de Europese kampioenschappen schaatsen 2018, de wereldkampioenschappen schaatsen sprint 2018, de wereldkampioenschappen schaatsen allround 2018 en de wereldbekerwedstrijd in Erfurt (mede) op basis van dit kwalificatietoernooi bepaald.

## Selectiecriteria
Volgens de toelatingsregels van het Internationaal Olympisch Comité mogen er maximaal tien mannen en tien vrouwen per land worden afgevaardigd naar de Spelen indien een land het maximum aantal quotaplaatsen binnenhaalt. Bij de wereldbekerwedstrijden voorafgaand aan het OKT werd op alle afstanden het maximum aantal startplekken verdiend, ook plaatsten beide achtervolgingsteams en twee rijders en rijdsters op de massastart zich. Door het maximaal aantal startplaatsen heeft de Selectiecommissie Langebaan (SCL) het recht op een maximum aantal Aanwijsschaatsers van drie per sekse. Deze Aanwijsschaatsers kunnen per sekse door de SCL als volgt worden ingezet:
- Twee voor de ploegenachtervolging en een voor een individuele afstand of;
- Eén voor de ploegenachtervolging en twee voor (een) individuele afstand(en) of;
- Drie voor (een) individuele afstanden(en);

Indien Nederland acht of minder ISU quotaplaatsen per sekse had behaald, had de SCL recht gehad op twee Aanwijsschaatsers per sekse.
Een Aanwijsschaatser kan de plaats innemen van een schaatser die zich op basis van de uitslag van het OKT heeft geplaatst. Een Aanwijsschaatser kan op één of meerdere afstanden worden voorgedragen voor kwalificatie/uitzending. Met uitzondering van de tweede startpositie op de massastart krijgt een Aanwijsschaatser voor een individuele afstand de eerste startpositie in de selectievolgorde toegewezen. Een Aanwijsschaatser voor de ploegenachtervolging krijgt de laagste startpositie toegekend in de voordracht voor kwalificatie/uitzending.

### Prestatiematrix
Er is van tevoren een 'prestatiematrix' opgesteld om de selectievolgorde te bepalen indien er meer dan tien schaatsers zich plaatsen voor de olympische selectie. De prestatiematrix bepaalt welke plaatsen (en daarmee welke schaatsers) prioriteit hebben. De prestatiematrix is opgesteld door Ortec Sport op basis van een advies van de Rijksuniversiteit Groningen. De prestatiematrix is voor het eerst gebruikt in 2014 en de opzet van de matrix is grotendeels hetzelfde als in 2014.
De prestatiematrix is berekend op basis van de volgende wedstrijden:
- De afzonderlijke uitslagen van de ISU World Cups uit het seizoen 2016-2017, uitgezonderd World Cup 5 Berlijn 27-29 januari 2017, met wegingsfactor één;
- De uitslag van het ISU WK afstanden seizoen 2016-2017 met wegingsfactor twee;
- De afzonderlijke uitslagen van de ISU World Cups in november en december 2017, met wegingsfactor twee;

Op het OKT wordt geen massastart verreden. De 1e startplek op de massastart wordt aangewezen door de bondscoach. Dit gebeurt uiterlijk tien dagen vóór het OKT. De aangewezen rijder per sekse is zeker van de Spelen indien de 1e startplek hoog genoeg in de prestatiematrix staat. Daarnaast maakt de bondscoach uiterlijk 10 dagen vóór het OKT de drie namen per sekse bekend van de potentiële Aanwijsschaatsers voor de ploegenachtervolging.
Na het OKT wordt door de SCL de selectievolgorde van namen vastgesteld, op basis van de uitslag van het OKT, de door de Bondscoach benoemde schaatser voor de eerste startpositie massastart en het besluit over Aanwijsschaatsers. Op uiterlijk 2 januari 2018 wordt de olympische ploeg voorgedragen aan het NOC*NSF.

### Startplekken per afstand
| Startplekken per afstand | Startplekken per afstand | Startplekken per afstand | Startplekken per afstand | Startplekken per afstand | Startplekken per afstand |
|                          | 500m                     | 1000m                    | 1500m                    | 3/5 km                   | 5/10 km                  |
| ------------------------ | ------------------------ | ------------------------ | ------------------------ | ------------------------ | ------------------------ |
| Mannen                   | 3                        | 3                        | 3                        | 3                        | 2                        |
| Vrouwen                  | 3                        | 3                        | 3                        | 3                        | 2                        |

## Tijdschema
| Programma             |                     |                                       |
| Datum                 | Aanvang             | Onderdeel                             |
| dinsdag 26 december   | 14:00 uur 14:45 uur | 1000 meter vrouwen 5000 meter mannen  |
| woensdag 27 december  | 18:15 uur 19:15 uur | 3000 meter vrouwen 500 meter mannen   |
| donderdag 28 december | 17:00 uur 17.45 uur | 500 meter vrouwen 10.000 meter mannen |
| vrijdag 29 december   | 18:15 uur 19:15 uur | 1500 meter vrouwen 1000 meter mannen  |
| zaterdag 30 december  | 16:00 uur 17:00 uur | 5000 meter vrouwen 1500 meter mannen  |

## Deelnemers
Schaatsers konden zich via het WK afstanden van 2017, het KPN NK Afstanden 2018, de Holland Cup 2017 in Alkmaar, op basis van tijd of middels een aanwijsplek kwalificeren voor het OKT. Voor de uitgebreide kwalificatie-eisen en deelnemers zie: Olympisch kwalificatietoernooi schaatsen Nederland 2018 (kwalificatie).
| Afstand                         | Aantal deelnemers |
| ------------------------------- | ----------------- |
| 500 meter                       | 20 rijders        |
| 1000 meter                      | 20 rijders        |
| 1500 meter                      | 20 rijders        |
| 3000 meter (v) 5000 meter (m)   | 16/18 rijders*    |
| 5000 meter (v) 10.000 meter (m) | 12 rijders        |

*De SCL heeft een extra rit toegevoegd aan de 5000 meter mannen vanwege de selectiewedstrijd voor het ISU WK Allround 2018.

## Uitslagen

### Mannen
Bij de mannen waren zestien startplekken voor maximaal tien schaatsers voor het schaatsen op de Olympische Winterspelen 2018 te verdienen. Verder waren er twee startplekken voor de Wereldkampioenschappen schaatsen allround 2018 die verdeeld werden aan de hand van een klassement over de 1500 en 5000 meter en twee startplekken voor de wereldkampioenschappen schaatsen sprint 2018 die verdeeld werden aan de hand van een klassement over de 500 meter en de 1000 meter. Bovendien werden startplekken verdeeld voor de Europese kampioenschappen schaatsen 2018 in Kolomna. Ook werden nog plaatsen voor de wereldbekerwedstrijd in Erfurt (en eventueel daaropvolgend de wereldbekerfinale in Minsk) verdeeld.

#### 5000 meter
| #  | Schaatser         | Ploeg                 | Tijd        |
| -- | ----------------- | --------------------- | ----------- |
| 1  | Bob de Vries      | Clafis                | 6.15,06     |
| 2  | Sven Kramer       | Team LottoNL-Jumbo    | 6.15,79     |
| 3  | Jan Blokhuijsen   | Team JustLease.nl     | 6.18,01     |
| 4  | Jorrit Bergsma    | Clafis                | 6.20,04     |
| 5  | Patrick Roest     | Team LottoNL-Jumbo    | 6.20,36     |
| 6  | Marcel Bosker     | Team JustLease.nl     | 6.22,59     |
| 7  | Simon Schouten    | Clafis                | 6.23,91     |
| 8  | Marwin Talsma     | Team JustLease.nl     | 6.25,55     |
| 9  | Chris Huizinga    | Team LottoNL-Jumbo    | 6.25,87     |
| 10 | Lex Dijkstra      | RTC Noord Oost        | 6.25,90     |
| 11 | Koen Verweij      | Team Plantina         | 6.26,00     |
| 12 | Douwe de Vries    | Team LottoNL-Jumbo    | 6.26,37     |
| 13 | Erik Jan Kooiman  | Clafis                | 6.27,57     |
| 14 | Frank Vreugdenhil | AB Vakwerk            | 6.31,09     |
| 15 | Mats Stoltenborg  | Team Bouw en Techniek | 6.33,43     |
| 16 | Bart Mol          | AB Vakwerk            | 6.34,91     |
| 17 | Arjan Stroetinga  | Clafis                | 6.37,91     |
| -  | Jos de Vos        | Team JustLease.nl     | uitgevallen |

| #  | Afstand    | Nr. | Schaatser       |
| -- | ---------- | --- | --------------- |
| 1  | 10.000 m   | 1e  |                 |
| 2  | 5.000 m    | 1e  | Bob de Vries    |
| 3  | 1.500 m    | 1e  |                 |
| 4  | 1.000 m    | 1e  |                 |
| 5  | 10.000 m   | 2e  |                 |
| 6  | 1.000 m    | 2e  |                 |
| 7  | 1.500 m    | 2e  |                 |
| 8  | 500 m      | 1e  |                 |
| 9  | 500 m      | 2e  |                 |
| 10 | 5.000 m    | 2e  | Sven Kramer     |
| 11 | massastart | 1e  | Koen Verweij    |
| 12 | 500 m      | 3e  |                 |
| 13 | 1.000 m    | 3e  |                 |
| 14 | 1.500 m    | 3e  |                 |
| 15 | 5.000 m    | 3e  | Jan Blokhuijsen |
| 16 | massastart | 2e  |                 |

#### 500 meter
| #  | Schaatser             | Ploeg              | Tijd              |
| -- | --------------------- | ------------------ | ----------------- |
| 1  | Ronald Mulder         | Team Plantina      | 34,49             |
| 2  | Kai Verbij            | Team Plantina      | 34,81             |
| 3  | Jan Smeekens          | Team LottoNL-Jumbo | 34,87             |
| 4  | Hein Otterspeer       | Team LottoNL-Jumbo | 34,91             |
| 5  | Kjeld Nuis            | Team LottoNL-Jumbo | 34,94             |
| 6  | Michel Mulder         | Team Plantina      | 34,98             |
| 7  | Jesper Hospes         | Gewest Friesland   | 35,32             |
| 8  | Aron Romeijn          | Gewest Friesland   | 35,35             |
| 9  | Pim Schipper          | Team Plantina      | 35,37             |
| 10 | Martijn van Oosten    | IKO                | 35,47             |
| 11 | Gerben Jorritsma      | Team LottoNL-Jumbo | 35,56             |
| 12 | Lennert Velema        | IKO                | 35,63             |
| 13 | Gijs Esders           | Gewest Friesland   | 35,71             |
| 14 | Sjoerd de Vries       |                    | 35,74             |
| 15 | Joost Born            | IKO                | 35,88             |
| 16 | Thijs Govers          | Gewest Friesland   | 35,91             |
| 17 | Niek Deelstra         | IKO                | 35,92             |
| 18 | Joost van Dobbenburgh | RTC Noord Oost     | 36,23             |
| -  | Dai Dai Ntab          | Team Plantina      | gediskwalificeerd |

| #  | Afstand    | Nr. | Schaatser       |
| -- | ---------- | --- | --------------- |
| 1  | 10.000 m   | 1e  |                 |
| 2  | 5.000 m    | 1e  | Bob de Vries    |
| 3  | 1.500 m    | 1e  |                 |
| 4  | 1.000 m    | 1e  |                 |
| 5  | 10.000 m   | 2e  |                 |
| 6  | 1.000 m    | 2e  |                 |
| 7  | 1.500 m    | 2e  |                 |
| 8  | 500 m      | 1e  | Ronald Mulder   |
| 9  | 500 m      | 2e  | Kai Verbij      |
| 10 | 5.000 m    | 2e  | Sven Kramer     |
| 11 | massastart | 1e  | Koen Verweij    |
| 12 | 500 m      | 3e  | Jan Smeekens    |
| 13 | 1.000 m    | 3e  |                 |
| 14 | 1.500 m    | 3e  |                 |
| 15 | 5.000 m    | 3e  | Jan Blokhuijsen |
| 16 | massastart | 2e  |                 |

#### 10.000 meter
| #  | Schaatser        | Ploeg                 | Tijd              |
| -- | ---------------- | --------------------- | ----------------- |
| 1  | Sven Kramer      | Team LottoNL-Jumbo    | 12.54,08          |
| 2  | Jorrit Bergsma   | Clafis                | 12.58,78          |
| 3  | Bob de Vries     | Clafis                | 13.01,12          |
| 4  | Erik Jan Kooiman | Clafis                | 13.01,53          |
| 5  | Jouke Hoogeveen  | De Haan Westerhoff    | 13.03,52          |
| 6  | Jan Blokhuijsen  | Team JustLease.nl     | 13.08,43          |
| 7  | Simon Schouten   | Clafis                | 13.10,43          |
| 8  | Douwe de Vries   | Team LottoNL-Jumbo    | 13.12,78(1)       |
| 9  | Marwin Talsma    | Clafis                | 13.12,78(4)       |
| 10 | Jos de Vos       | Team JustLease.nl     | 13.16,49          |
| 11 | Marcel Bosker    | Team JustLease.nl     | 13.17,10          |
| -  | Mats Stoltenborg | Team Bouw en Techniek | gediskwalificeerd |

| #  | Afstand    | Nr. | Schaatser       |
| -- | ---------- | --- | --------------- |
| 1  | 10.000 m   | 1e  | Sven Kramer     |
| 2  | 5.000 m    | 1e  | Bob de Vries    |
| 3  | 1.500 m    | 1e  |                 |
| 4  | 1.000 m    | 1e  |                 |
| 5  | 10.000 m   | 2e  | Jorrit Bergsma  |
| 6  | 1.000 m    | 2e  |                 |
| 7  | 1.500 m    | 2e  |                 |
| 8  | 500 m      | 1e  | Ronald Mulder   |
| 9  | 500 m      | 2e  | Kai Verbij      |
| 10 | 5.000 m    | 2e  | Sven Kramer     |
| 11 | massastart | 1e  | Koen Verweij    |
| 12 | 500 m      | 3e  | Jan Smeekens    |
| 13 | 1.000 m    | 3e  |                 |
| 14 | 1.500 m    | 3e  |                 |
| 15 | 5.000 m    | 3e  | Jan Blokhuijsen |
| 16 | massastart | 2e  |                 |

#### 1000 meter
| #  | Schaatser          | Ploeg              | Tijd       |
| -- | ------------------ | ------------------ | ---------- |
| 1  | Kjeld Nuis         | Team LottoNL-Jumbo | 1.07,64 BR |
| 2  | Koen Verweij       | Team Plantina      | 1.08,36    |
| 3  | Thomas Krol        | Team Plantina      | 1.08,52    |
| 4  | Hein Otterspeer    | Team LottoNL-Jumbo | 1.08,73    |
| 5  | Lennart Velema     | IKO                | 1.08,90    |
| 6  | Lucas van Alphen   | Team Plantina      | 1.08,99    |
| 7  | Dai Dai Ntab       | Team Plantina      | 1,09,02    |
| 8  | Ronald Mulder      | Team Plantina      | 1.09,15(3) |
| 9  | Pim Schipper       | Team Plantina      | 1.09,15(6) |
| 10 | Michel Mulder      | Team Plantina      | 1.09,60    |
| 11 | Marcel Bosker      | Team JustLease.nl  | 1.09,68    |
| 12 | Wesly Dijs         |                    | 1.09,72    |
| 13 | Sjoerd de Vries    |                    | 1.09,85    |
| 14 | Martijn van Oosten | IKO                | 1.10,01    |
| 15 | Jan Smeekens       | Team LottoNL-Jumbo | 1.10,11    |
| 16 | Gerben Jorritsma   | Team LottoNL-Jumbo | 1.10,15    |
| 17 | Aron Romeijn       | Gewest Friesland   | 1.10,19    |
| 18 | Gijs Esders        | Gewest Friesland   | 1.10,46    |
| 19 | Tijmen Snel        | RTC Zuid Holland   | 1,11,08    |
| 20 | Tom Kant           | Gewest Friesland   | 1.11,73    |

| #  | Afstand    | Nr. | Schaatser       |
| -- | ---------- | --- | --------------- |
| 1  | 10.000 m   | 1e  | Sven Kramer     |
| 2  | 5.000 m    | 1e  | Bob de Vries    |
| 3  | 1.500 m    | 1e  |                 |
| 4  | 1.000 m    | 1e  | Kjeld Nuis      |
| 5  | 10.000 m   | 2e  | Jorrit Bergsma  |
| 6  | 1.000 m    | 2e  | Koen Verweij    |
| 7  | 1.500 m    | 2e  |                 |
| 8  | 500 m      | 1e  | Ronald Mulder   |
| 9  | 500 m      | 2e  | Kai Verbij      |
| 10 | 5.000 m    | 2e  | Sven Kramer     |
| 11 | massastart | 1e  | Koen Verweij    |
| 12 | 500 m      | 3e  | Jan Smeekens    |
| 13 | 1.000 m    | 3e  | Thomas Krol     |
| 14 | 1.500 m    | 3e  |                 |
| 15 | 5.000 m    | 3e  | Jan Blokhuijsen |
| 16 | massastart | 2e  |                 |

#### 1500 meter
| #  | Schaatser        | Ploeg              | Tijd    |
| -- | ---------------- | ------------------ | ------- |
| 1  | Kjeld Nuis       | Team LottoNL-Jumbo | 1.43,48 |
| 2  | Koen Verweij     | Team Plantina      | 1.43,54 |
| 3  | Patrick Roest    | Team LottoNL-Jumbo | 1.44,87 |
| 4  | Sven Kramer      | Team LottoNL-Jumbo | 1.44,89 |
| 5  | Thomas Krol      | Team Plantina      | 1.45,33 |
| 6  | Marcel Bosker    | Team JustLease.nl  | 1.45,74 |
| 7  | Jan Blokhuijsen  | Team JustLease.nl  | 1.45,81 |
| 8  | Wesly Dijs       |                    | 1.45,93 |
| 9  | Lucas van Alphen | Team Plantina      | 1.46,63 |
| 10 | Pim Schipper     | Team Plantina      | 1.46,81 |
| 11 | Douwe de Vries   | Team LottoNL-Jumbo | 1.46,93 |
| 12 | Lennart Velema   | IKO                | 1.48,40 |
| 13 | Jos de Vos       | Team JustLease.nl  | 1.48,66 |
| 14 | Tijmen Snel      | RTC Zuid Holland   | 1.48,99 |
| 15 | Simon Schouten   | Clafis             |         |
| 16 | Chris Huizinga   | Team LottoNL-Jumbo |         |
| 17 | Thomas Geerdinck | Team JustLease.nl  | 1.49,10 |
| 18 | Joep Kalverdijk  | Spindl             | 1.49,25 |
| 19 | Thijs Roozen     | IKO                | 1.49,72 |
| 20 | Gijs Esders      | Gewest Friesland   | 1.51,09 |

| #  | Afstand    | Nr. | Schaatser       |
| -- | ---------- | --- | --------------- |
| 1  | 10.000 m   | 1e  | Sven Kramer     |
| 2  | 5.000 m    | 1e  | Bob de Vries    |
| 3  | 1.500 m    | 1e  | Kjeld Nuis      |
| 4  | 1.000 m    | 1e  | Kjeld Nuis      |
| 5  | 10.000 m   | 2e  | Jorrit Bergsma  |
| 6  | 1.000 m    | 2e  | Koen Verweij    |
| 7  | 1.500 m    | 2e  | Koen Verweij    |
| 8  | 500 m      | 1e  | Ronald Mulder   |
| 9  | 500 m      | 2e  | Kai Verbij      |
| 10 | 5.000 m    | 2e  | Sven Kramer     |
| 11 | massastart | 1e  | Koen Verweij    |
| 12 | 500 m      | 3e  | Jan Smeekens    |
| 13 | 1.000 m    | 3e  | Thomas Krol     |
| 14 | 1.500 m    | 3e  | Patrick Roest   |
| 15 | 5.000 m    | 3e  | Jan Blokhuijsen |
| 16 | massastart | 2e  |                 |

### Vrouwen
Bij de vrouwen waren zestien startplekken voor maximaal tien schaatssters voor het schaatsen op de Olympische Winterspelen 2018 te verdienen. Verder waren er twee startplekken voor de Wereldkampioenschappen schaatsen allround 2018 die verdeeld werden aan de hand van een klassement over de 1500 en 3000 meter en twee startplekken voor de wereldkampioenschappen schaatsen sprint 2018 die verdeeld werden aan de hand van een klassement over de 500 meter en de 1000 meter. Bovendien werden startplekken verdeeld voor de Europese kampioenschappen schaatsen 2018 in Kolomna. Ook werden nog plaatsen voor de wereldbekerwedstrijd in Erfurt (en eventueel daaropvolgend de wereldbekerfinale in Minsk) verdeeld.

#### 1000 meter
| #  | Schaatsster          | Ploeg                                 | Tijd    |
| -- | -------------------- | ------------------------------------- | ------- |
| 1  | Jorien ter Mors      | Team AfterPay                         | 1.15,38 |
| 2  | Marrit Leenstra      | enie.nl                               | 1.16,03 |
| 3  | Ireen Wüst           | Team JustLease.nl                     | 1.16,29 |
| 4  | Letitia de Jong      | Team AfterPay                         | 1.16,39 |
| 5  | Lotte van Beek       | Gewest Friesland                      | 1.16,51 |
| 6  | Anice Das            | Team AfterPay                         | 1.16,60 |
| 7  | Sanne van der Schaar | Gewest Friesland                      | 1.16,66 |
| 8  | Sanneke de Neeling   | Team LottoNL-Jumbo                    | 1.16,93 |
| 9  | Jutta Leerdam        | RTC Zuid Holland                      | 1.17,08 |
| 10 | Linda de Vries       | Team Plantina                         | 1,17,19 |
| 11 | Roxanne van Hemert   | RTC Zuid Holland                      | 1.17,29 |
| 12 | Suzanne Schulting    | Nationale trainingselectie shorttrack | 1.17,78 |
| 13 | Joy Beune            | RTC Oost                              | 1.18,25 |
| 14 | Manouk van Tol       | Gewest Friesland                      | 1.18,47 |
| 14 | Elisa Dul            |                                       | 1.18,47 |
| 16 | Isabelle van Elst    | RTC Noord Oost                        | 1.18,69 |
| 17 | Leeyen Harteveld     | RTC Zuid Holland                      | 1.18,83 |
| 18 | Tessa Boogaard       | RTC Zuid Holland                      | 1.19,65 |
| 19 | Esther Kiel          | Team AfterPay                         | 1.19,92 |

| #  | Afstand    | Nr. | Schaatsster     |
| -- | ---------- | --- | --------------- |
| 1  | 3.000 m    | 1e  |                 |
| 2  | 3.000 m    | 2e  |                 |
| 3  | 1.500 m    | 1e  |                 |
| 4  | 1.000 m    | 1e  | Jorien ter Mors |
| 5  | 1.500 m    | 2e  |                 |
| 6  | 1.500 m    | 3e  |                 |
| 7  | 1.000 m    | 2e  | Marrit Leenstra |
| 8  | massastart | 1e  | Irene Schouten  |
| 9  | 5.000 m    | 1e  |                 |
| 10 | 3.000 m    | 3e  |                 |
| 11 | 5.000 m    | 2e  |                 |
| 12 | 1.000 m    | 3e  | Ireen Wüst      |
| 13 | 500 m      | 1e  |                 |
| 14 | 500 m      | 2e  |                 |
| 15 | 500 m      | 3e  |                 |
| 16 | massastart | 2e  |                 |

#### 3000 meter
| #  | Schaatsster            | Ploeg              | Tijd    |
| -- | ---------------------- | ------------------ | ------- |
| 1  | Antoinette de Jong     | Team JustLease.nl  | 4.02,07 |
| 2  | Ireen Wüst             | Team JustLease.nl  | 4.03,39 |
| 3  | Carlijn Achtereekte    | Team LottoNL-Jumbo | 4.03,99 |
| 4  | Annouk van der Weijden | Team Plantina      | 4.05,76 |
| 5  | Esmee Visser           | RTC Noord Oost     | 4.06,23 |
| 6  | Melissa Wijfje         | Team JustLease.nl  | 4.07,29 |
| 7  | Linda de Vries         | Team Plantina      | 4.07,70 |
| 8  | Joy Beune              | RTC Oost           | 4.07,92 |
| 9  | Reina Anema            | Gewest Friesland   | 4.10,79 |
| 10 | Carien Kleibeuker      | Clafis             | 4.11,64 |
| 11 | Marije Joling          | IKO                | 4.11,91 |
| 12 | Yvonne Nauta           | Team LottoNL-Jumbo | 4.14,57 |
| 13 | Irene Schouten         | Clafis             | 4.17,01 |
| 14 | Lisa van der Geest     | RTC Noord Oost     | 4.18,33 |
| 15 | Elma de Vries          | Palet              | 4.18,47 |
| 16 | Sterre Jonkers         | Gewest Friesland   | 4.20,59 |

| #  | Afstand    | Nr. | Schaatsster         |
| -- | ---------- | --- | ------------------- |
| 1  | 3.000 m    | 1e  | Antoinette de Jong  |
| 2  | 3.000 m    | 2e  | Ireen Wüst          |
| 3  | 1.500 m    | 1e  |                     |
| 4  | 1.000 m    | 1e  | Jorien ter Mors     |
| 5  | 1.500 m    | 2e  |                     |
| 6  | 1.500 m    | 3e  |                     |
| 7  | 1.000 m    | 2e  | Marrit Leenstra     |
| 8  | massastart | 1e  | Irene Schouten      |
| 9  | 5.000 m    | 1e  |                     |
| 10 | 3.000 m    | 3e  | Carlijn Achtereekte |
| 11 | 5.000 m    | 2e  |                     |
| 12 | 1.000 m    | 3e  | Ireen Wüst          |
| 13 | 500 m      | 1e  |                     |
| 14 | 500 m      | 2e  |                     |
| 15 | 500 m      | 3e  |                     |
| 16 | massastart | 2e  |                     |

#### 500 meter
| #  | Schaatsster          | Ploeg              | Tijd  |
| -- | -------------------- | ------------------ | ----- |
| 1  | Anice Das            | Team AfterPay      | 38,42 |
| 2  | Marrit Leenstra      | enie.nl            | 38,52 |
| 3  | Letitia de Jong      | Team AfterPay      | 38,58 |
| 4  | Sanneke de Neeling   | Team LottoNL-Jumbo | 38,64 |
| 5  | Mayon Kuipers        | Gewest Friesland   | 38,67 |
| 6  | Femke Beuling        | Gewest Friesland   | 38,68 |
| 7  | Jutta Leerdam        | RTC Zuid Holland   | 38,70 |
| 8  | Floor van den Brandt | Team AfterPay      | 38,73 |
| 9  | Jorien ter Mors      | Team AfterPay      | 38,91 |
| 10 | Dione Voskamp        |                    | 39,04 |
| 11 | Janine Smit          | Team AfterPay      | 39,14 |
| 12 | Sanne van der Schaar | Gewest Friesland   | 39,29 |
| 13 | Lotte van Beek       | Gewest Friesland   | 39,36 |
| 14 | Roxanne van Hemert   | RTC Zuid Holland   | 39,43 |
| 15 | Isabelle van Elst    | RTC Noord Oost     | 39,47 |
| 16 | Michelle de Jong     | Gewest Friesland   | 39,49 |
| 17 | Helga Drost          | Gewest Friesland   | 39,88 |
| 18 | Leeyen Harteveld     |                    | 39,97 |
| 19 | Manouk van Tol       | Gewest Friesland   | 40,00 |
| 20 | Naomi Weeland        |                    | 40,17 |

| #  | Afstand    | Nr. | Schaatsster         |
| -- | ---------- | --- | ------------------- |
| 1  | 3.000 m    | 1e  | Antoinette de Jong  |
| 2  | 3.000 m    | 2e  | Ireen Wüst          |
| 3  | 1.500 m    | 1e  |                     |
| 4  | 1.000 m    | 1e  | Jorien ter Mors     |
| 5  | 1.500 m    | 2e  |                     |
| 6  | 1.500 m    | 3e  |                     |
| 7  | 1.000 m    | 2e  | Marrit Leenstra     |
| 8  | massastart | 1e  | Irene Schouten      |
| 9  | 5.000 m    | 1e  |                     |
| 10 | 3.000 m    | 3e  | Carlijn Achtereekte |
| 11 | 5.000 m    | 2e  |                     |
| 12 | 1.000 m    | 3e  | Ireen Wüst          |
| 13 | 500 m      | 1e  | Anice Das           |
| 14 | 500 m      | 2e  | Marrit Leenstra     |
| 15 | 500 m      | 3e  | Letitia de Jong     |
| 16 | massastart | 2e  |                     |

#### 1500 meter
| #  | Schaatsster            | Ploeg              | Tijd    |
| -- | ---------------------- | ------------------ | ------- |
| 1  | Ireen Wüst             | Team JustLease.nl  | 1.54,78 |
| 2  | Lotte van Beek         | Gewest Friesland   | 1.55,51 |
| 3  | Marrit Leenstra        | enie.nl            | 1.56,16 |
| 4  | Antoinette de Jong     | Team JustLease.nl  | 1.56,32 |
| 5  | Jorien ter Mors        | Team AfterPay      | 1.56,91 |
| 6  | Linda de Vries         | Team Plantina      | 1.57,08 |
| 7  | Melissa Wijfje         | Team JustLease.nl  | 1.57,22 |
| 8  | Joy Beune              | RTC Oost           | 1.57,43 |
| 9  | Letitia de Jong        | Team AfterPay      | 1.57,69 |
| 10 | Sanneke de Neeling     | Team LottoNL-Jumbo | 1.57,81 |
| 11 | Jutta Leerdam          | RTC Zuid Holland   | 1.57,94 |
| 12 | Annouk van der Weijden | Team Plantina      | 1.58,13 |
| 13 | Reina Anema            | Gewest Friesland   | 1.59,00 |
| 14 | Roxanne van Hemert     | RTC Zuid Holland   | 1.59,06 |
| 15 | Aveline Hijlkema       | Gewest Friesland   | 1.59,36 |
| 16 | Sanne van der Schaar   | Gewest Friesland   | 1.59,67 |
| 17 | Elisa Dul              | RTC Oost           | 1.59,84 |
| 18 | Sanne in 't Hof        | RTC Oost           | 2.00,19 |
| 19 | Esther Kiel            | RTC Noord Oost     | 2.02,66 |

| #  | Afstand    | Nr. | Schaatsster         |
| -- | ---------- | --- | ------------------- |
| 1  | 3.000 m    | 1e  | Antoinette de Jong  |
| 2  | 3.000 m    | 2e  | Ireen Wüst          |
| 3  | 1.500 m    | 1e  | Ireen Wüst          |
| 4  | 1.000 m    | 1e  | Jorien ter Mors     |
| 5  | 1.500 m    | 2e  | Lotte van Beek      |
| 6  | 1.500 m    | 3e  | Marrit Leenstra     |
| 7  | 1.000 m    | 2e  | Marrit Leenstra     |
| 8  | massastart | 1e  | Irene Schouten      |
| 9  | 5.000 m    | 1e  |                     |
| 10 | 3.000 m    | 3e  | Carlijn Achtereekte |
| 11 | 5.000 m    | 2e  |                     |
| 12 | 1.000 m    | 3e  | Ireen Wüst          |
| 13 | 500 m      | 1e  | Anice Das           |
| 14 | 500 m      | 2e  | Marrit Leenstra     |
| 15 | 500 m      | 3e  | Letitia de Jong     |
| 16 | massastart | 2e  |                     |

#### 5000 meter
| #  | Schaatsster            | Ploeg              | Tijd    |
| -- | ---------------------- | ------------------ | ------- |
| 1  | Annouk van der Weijden | Team Plantina      | 6.56,41 |
| 2  | Esmee Visser           | RTC Noord Oost     | 6.56,60 |
| 3  | Carien Kleibeuker      | Clafis             | 6.57,23 |
| 4  | Carlijn Achtereekte    | Team LottoNL-Jumbo | 6.58,29 |
| 5  | Antoinette de Jong     | Team JustLease.nl  | 6.58,41 |
| 6  | Irene Schouten         | Clafis             | 7.00,33 |
| 7  | Lisa van der Geest     | RTC Noord Oost     | 7.02,81 |
| 8  | Reina Anema            | Gewest Friesland   | 7,06,38 |
| 9  | Linda de Vries         | Team Plantina      | 7.08,97 |
| 10 | Sanne in 't Hof        | RTC Oost           | 7.10,18 |
| 11 | Melissa Wijfje         | Team JustLease.nl  | 7.11,67 |
| 12 | Femke Marcus           |                    | 7.23,57 |

| #  | Afstand    | Nr. | Schaatsster            |
| -- | ---------- | --- | ---------------------- |
| 1  | 3.000 m    | 1e  | Antoinette de Jong     |
| 2  | 3.000 m    | 2e  | Ireen Wüst             |
| 3  | 1.500 m    | 1e  | Ireen Wüst             |
| 4  | 1.000 m    | 1e  | Jorien ter Mors        |
| 5  | 1.500 m    | 2e  | Lotte van Beek         |
| 6  | 1.500 m    | 3e  | Marrit Leenstra        |
| 7  | 1.000 m    | 2e  | Marrit Leenstra        |
| 8  | massastart | 1e  | Irene Schouten         |
| 9  | 5.000 m    | 1e  | Annouk van der Weijden |
| 10 | 3.000 m    | 3e  | Carlijn Achtereekte    |
| 11 | 5.000 m    | 2e  | Esmee Visser           |
| 12 | 1.000 m    | 3e  | Ireen Wüst             |
| 13 | 500 m      | 1e  | Anice Das              |
| 14 | 500 m      | 2e  | Marrit Leenstra        |
| 15 | 500 m      | 3e  | Letitia de Jong        |
| 16 | massastart | 2e  |                        |

## Plaatsingen

### Olympische Spelen
De olympische selectie ziet er als volgt uit:

#### Mannen
| #           | Schaatser       | 500       | 1000      | 1500      | 5000      | 10.000    | MS        | TP        |
| Geplaatst   | Geplaatst       | Geplaatst | Geplaatst | Geplaatst | Geplaatst | Geplaatst | Geplaatst | Geplaatst |
| ----------- | --------------- | --------- | --------- | --------- | --------- | --------- | --------- | --------- |
| 1.          | Sven Kramer     |           |           | 4e        | 2e        | 1e        | Ja        | Ja        |
| 2.          | Bob de Vries    |           |           |           | 1e        | 3e        |           |           |
| 3.          | Kjeld Nuis      | 5e        | 1e        | 1e        |           |           |           |           |
| 4.          | Kai Verbij      | 2e        | AWP*      |           |           |           |           |           |
| 5.          | Jorrit Bergsma  |           |           |           | 4e        | 2e        |           |           |
| 6.          | Koen Verweij    |           | 2e        | 2e        | 11e       |           | Ja        | Ja        |
| 7.          | Ronald Mulder   | 1e        | 8e        |           |           |           |           |           |
| 8.          | Jan Smeekens    | 3e        | 15e       |           |           |           |           |           |
| 9.          | Patrick Roest   |           |           | 3e        | 5e        |           |           |           |
| 10.         | Jan Blokhuijsen |           |           | 7e        | 3e        | 6e        |           | Ja        |
| Uitgesloten |                 |           |           |           |           |           |           |           |
| 11.         | Thomas Krol     |           | 3e        | 5e        |           |           |           |           |

* Kai Verbij moest zich wegens een blessure afmelden voor de 1.000 meter tijdens het OKT. Hij krijgt voor deze afstand een aanwijsplaats. Thomas Krol, die tijdens het OKT derde werd op de 1.000 meter, schuift hierdoor door naar plek 4 en valt zodoende buiten de selectie. Indien Kai Verbij niet op tijd fit blijkt te zijn voor de Spelen wordt de vierde man op de 500 meter Hein Otterspeer ingeschoven. Hein Otterspeer zal dan ook de 1000 meter rijden.

#### Vrouwen
| #           | Schaatsster            | 500       | 1000      | 1500      | 3000      | 5000      | MS        | TP        |
| Geplaatst   | Geplaatst              | Geplaatst | Geplaatst | Geplaatst | Geplaatst | Geplaatst | Geplaatst | Geplaatst |
| ----------- | ---------------------- | --------- | --------- | --------- | --------- | --------- | --------- | --------- |
| 1.          | Antoinette de Jong     |           |           | 4e        | 1e        | 5e        |           | Ja        |
| 2.          | Ireen Wüst             |           | 3e        | 1e        | 2e        |           |           | Ja        |
| 3.          | Jorien ter Mors        | 9e*       | 1e        | 5e        |           |           |           |           |
| 4.          | Lotte van Beek         | 13e       | 5e        | 2e        |           |           |           |           |
| 5.          | Marrit Leenstra        | 2e        | 2e        | 3e        |           |           |           | Ja        |
| 6.          | Irene Schouten         |           |           |           | 13e       | 6e        | Ja        |           |
| 7.          | Annouk van der Weijden |           |           | 12e       | 4e        | 1e        | Ja        |           |
| 8.          | Carlijn Achtereekte    |           |           |           | 3e        | 4e        |           |           |
| 9.          | Esmee Visser           |           |           |           | 5e        | 2e        |           |           |
| 10.         | Anice Das              | 1e        | 6e        |           |           |           |           |           |
| Uitgesloten |                        |           |           |           |           |           |           |           |
| 11.         | Letitia de Jong        | 3e        | 4e        | 9e        |           |           |           |           |

* Door het wegvallen van Letitia de Jong vanwege plek 11 in de selectievolgorde van de prestatiematrix mag Jorien ter Mors de 500 meter rijden.

### Europees kampioenschap afstanden
De selectie voor de Europese kampioenschappen schaatsen 2018 in het Russische Kolomna ziet er als volgt uit:

#### Mannen
| #         | Schaatser       | 500       | 1000      | 1500      | 5000      | MS        | TS        | TP        |
| Geplaatst | Geplaatst       | Geplaatst | Geplaatst | Geplaatst | Geplaatst | Geplaatst | Geplaatst | Geplaatst |
| --------- | --------------- | --------- | --------- | --------- | --------- | --------- | --------- | --------- |
| 1.        | Jan Blokhuijsen |           |           | 7e        | 3e        | Ja        |           | Ja        |
| 2.        | Koen Verweij    |           | 2e*       | 2e        | 11e       |           | Ja        |           |
| 3.        | Thomas Krol     |           | 3e        | 5e        |           |           |           |           |
| 4.        | Ronald Mulder   | 1e        | 8e        |           |           |           | Ja        |           |
| 5.        | Hein Otterspeer | 4e        | 4e*       |           |           |           | Ja        |           |
| 6.        | Marcel Bosker   |           | 11e*      | 6e        | 6e        |           |           | Ja        |
| 7.        | Michel Mulder   | 6e        | 10e*      |           |           |           | Ja        |           |
| 8.        | Simon Schouten  |           |           |           | 7e        | Ja        |           | Ja        |
| Afgemeld  |                 |           |           |           |           |           |           |           |
| 1.        | Bob de Vries    |           |           |           | 1e        |           |           |           |
| 2.        | Sven Kramer     |           |           | 4e        | 2e        |           |           |           |
| 3.        | Kjeld Nuis      | 5e        | 1e*       | 1e        |           |           |           |           |
| 4.        | Kai Verbij      | 2e        | AWP*      |           |           |           |           |           |
| 5.        | Jan Smeekens    | 3e        | 15e       |           |           |           |           |           |
| 6.        | Jorrit Bergsma  |           |           |           | 4e        |           |           |           |
| 7.        | Patrick Roest   |           |           | 3e        | 5e        |           |           |           |

* Kai Verbij moest zich wegens een blessure afmelden voor de 1.000 meter tijdens het OKT. Hij krijgt voor deze afstand een aanwijsplaats. dit betekent dat Verbij bovenaan de uitslag van de 1000m wordt geplaatst en de rest een positie opschuift.

#### Vrouwen
| #         | Schaatsster            | 500       | 1000      | 1500      | 3000      | MS        | TS        | TP        |
| Geplaatst | Geplaatst              | Geplaatst | Geplaatst | Geplaatst | Geplaatst | Geplaatst | Geplaatst | Geplaatst |
| --------- | ---------------------- | --------- | --------- | --------- | --------- | --------- | --------- | --------- |
| 1.        | Carlijn Achtereekte    |           |           |           | 3e        | Ja        |           |           |
| 2.        | Annouk van der Weijden |           |           | 12e       | 4e        | Ja        |           |           |
| 3.        | Lotte van Beek         | 13e       | 5e        | 2e        |           |           |           | Ja        |
| 4.        | Marrit Leenstra        | 2e*       | 2e        | 3e        |           |           |           | Ja        |
| 5.        | Linda de Vries         |           | 10e       | 6e        | 7e        |           |           |           |
| 6.        | Letitia de Jong        | 3e        | 4e        | 9e        |           |           | Ja        |           |
| 7.        | Esmee Visser           |           |           |           | 5e        |           |           |           |
| 8.        | Sanneke de Neeling     | 4e        | 8e        | 10e       |           |           | Ja        |           |
| 9.        | Mayon Kuipers          | 5e        |           |           |           |           | Ja        |           |
| 10.       | Melissa Wijfje         |           |           | 7e        | 6e        |           |           | Ja        |
| Afgemeld  |                        |           |           |           |           |           |           |           |
| 1.        | Antoinette de Jong     |           |           | 4e        | 1e        |           |           |           |
| 2.        | Ireen Wüst             |           | 3e        | 1e        | 2e        |           |           |           |
| 3.        | Jorien ter Mors        | 9e        | 1e        | 5e        |           |           |           |           |
| 4.        | Irene Schouten         |           |           |           | 13e       |           |           |           |
| 5.        | Anice Das              | 1e        | 6e        |           |           |           |           |           |

* Marrit Leenstra maakt geen gebruik van haar startrecht op de 500 meter

### WK allround
Voor het WK allround op 10 en 11 maart 2018 in het Olympisch Stadion in Amsterdam, Nederland hebben bij de mannen Sven Kramer en Patrick Roest en bij de vrouwen Ireen Wüst en Antoinette de Jong zich geplaatst. De derde startplek per sekse wordt vergeven op het NK allround 2018 (mits Nederland het maximum van 3 startplekken binnenhaalt op de wereldbeker in Erfurt).

#### Mannen
| # | Schaatser       | Punten | 5000m   | 1500m   |
| - | --------------- | ------ | ------- | ------- |
| 1 | Sven Kramer     | 72,542 | 6.15,79 | 1.44,89 |
| 2 | Patrick Roest   | 72,993 | 6.20,36 | 1.44,87 |
| 3 | Jan Blokhuijsen | 73,071 | 6.18,01 | 1.45,81 |
| 4 | Koen Verweij    | 73,113 | 6.26,00 | 1.43,54 |
| 5 | Marcel Bosker   | 73,506 | 6.22,59 | 1.45,74 |
| 6 | Douwe de Vries  | 74,280 | 6.26,37 | 1.46,93 |
| 7 | Simon Schouten  | 74,758 | 6.23,91 | 1.49,10 |
| 8 | Chris Huizinga  | 75,004 | 6.25,87 | 1.49,25 |
| 9 | Jos de Vos      | 36,22  | DNF     | 1.48,66 |

#### Vrouwen
| # | Schaatsster            | Punten | 3000m   | 1500m   |
| - | ---------------------- | ------ | ------- | ------- |
| 1 | Ireen Wüst             | 78,825 | 4.03,39 | 1.54,78 |
| 2 | Antoinette de Jong     | 79,118 | 4.02,07 | 1.56,32 |
| 3 | Melissa Wijfje         | 80,288 | 4.07,29 | 1.57,22 |
| 4 | Linda de Vries         | 80,310 | 4.07,70 | 1.57,08 |
| 5 | Annouk van der Weijden | 80,337 | 4.05,76 | 1.58,13 |
| 6 | Joy Beune              | 80,463 | 4.07,92 | 1.57,43 |
| 7 | Reina Anema            | 81,465 | 4.10,79 | 1.59,00 |
| 8 | Carlijn Achtereekte    | 40,665 | 4.03,99 | NS      |
| 9 | Marije Joling          | 41,985 | 4.11,91 | NS      |

### WK sprint
Voor het WK sprint op 3 en 4 maart 2018 op de Provinciale ijsbaan van Jilin in Changchun, China hebben bij de mannen Kjeld Nuis en Ronald Mulder en bij de vrouwen Marrit Leenstra en Jorien ter Mors zich geplaatst. De derde startplek per sekse wordt vergeven op het NK sprint 2018 (mits Nederland het maximum van 3 startplekken binnenhaalt op de wereldbeker in Erfurt).

#### Mannen
| #  | Schaatser          | Punten | 500m  | 1000m   |
| -- | ------------------ | ------ | ----- | ------- |
| 1  | Kjeld Nuis         | 68,760 | 34,94 | 1.07,64 |
| 2  | Ronald Mulder      | 69,065 | 34,49 | 1.09,15 |
| 3  | Hein Otterspeer    | 69,275 | 34,91 | 1.08,73 |
| 4  | Michel Mulder      | 69,780 | 34,98 | 1.09,60 |
| 5  | Jan Smeekens       | 69,925 | 34,87 | 1.10,11 |
| 6  | Pim Schipper       | 69,935 | 35,36 | 1.09,15 |
| 7  | Lennart Velema     | 70,080 | 35,63 | 1.08,90 |
| 8  | Aron Romeijn       | 70,445 | 35,35 | 1.10,19 |
| 9  | Martijn van Oosten | 70,485 | 35,48 | 1.10,01 |
| 10 | Gerben Jorritsma   | 70,635 | 35,56 | 1.10,15 |
| 11 | Sjoerd de Vries    | 70,665 | 35,74 | 1.09,85 |
| 12 | Gijs Esders        | 70,940 | 35,71 | 1.10,46 |
| 13 | Dai Dai Ntab       | 34,510 | DQ    | 1.09,02 |
| 14 | Kai Verbij         | 34,810 | 34,81 | NS      |

#### Vrouwen
| #  | Schaatsster          | Punten | 1000m   | 500m  |
| -- | -------------------- | ------ | ------- | ----- |
| 1  | Marrit Leenstra      | 76,535 | 1.16,03 | 38,52 |
| 2  | Jorien ter Mors      | 76,600 | 1.15,38 | 38,91 |
| 3  | Letitia de Jong      | 76,715 | 1.16,39 | 38,58 |
| 4  | Anice Das            | 76,720 | 1.16,60 | 38,42 |
| 5  | Sanneke de Neeling   | 77,105 | 1.16,93 | 38,64 |
| 6  | Jutta Leerdam        | 77,235 | 1.17,07 | 38,70 |
| 7  | Lotte van Beek       | 77,615 | 1.16,51 | 39,36 |
| 8  | Sanne van der Schaar | 77,620 | 1.16,66 | 39,29 |
| 9  | Roxanne van Hemert   | 78,075 | 1.17,29 | 39,43 |
| 10 | Isabelle van Elst    | 78,815 | 1.18,69 | 39,47 |
| 11 | Manouk van Tol       | 79,235 | 1.18,47 | 40,00 |
| 12 | Leeyen Harteveld     | 79,385 | 1.18,83 | 39,97 |

### ISU World Cup Erfurt
Voor deelname aan de wereldbekerwedstrijd in Erfurt zijn de volgende rijders geselecteerd.

#### Mannen

##### 500 meter
| #  | Schaatser                                        | Selectienorm |
| -- | ------------------------------------------------ | --- |
| 1. | Ronald Mulder                                    | De beste Nederlandse rijder van het ISU World Cup klassement, na ISU World Cup Salt Lake City |
|    | Kai Verbij*                                      | De tweede Nederlandse rijder van het ISU World Cup klassement, na ISU World Cup Salt Lake City, mits bij de beste 3 en behorend tot de internationale top 20 in een klassement 500m-1000m, dit naar oordeel van de SCL |
| 2. | Kjeld Nuis                                       | De geselecteerde rijders (maximaal 2), conform de selectieprocedure voor het ISU WK sprint |
| 3. | Hein Otterspeer                                  | De overige rijder(s) en reserve wordt door de SCL geselecteerd |
| 4. | Jan Smeekens                                     | De overige rijder(s) en reserve wordt door de SCL geselecteerd |
| 5. | Michel Mulder (1e 500m) Dai Dai Ntab (2e 500m)** | De overige rijder(s) en reserve wordt door de SCL geselecteerd |

* Kai Verbij kan niet deelnemen vanwege een scheurtje in de adductor

##### 1000 meter
| #  | Schaatser                                         | Selectienorm |
| -- | ------------------------------------------------- | --- |
|    | Kai Verbij*                                       | De beste Nederlandse rijder van het ISU World Cup klassement, na ISU World Cup Salt Lake City |
|    | Geen rijder voldoet aan deze eis                  | De tweede Nederlandse rijder van het ISU World Cup klassement, na ISU World Cup Salt Lake City, mits bij de beste 3 en behorend tot de internationale top 20 in een klassement 500m-1000m, dit naar oordeel van de SCL |
| 1. | Kjeld Nuis                                        | De geselecteerde rijders (maximaal 2), conform de selectieprocedure voor het ISU WK sprint |
| 2. | Ronald Mulder                                     | De geselecteerde rijders (maximaal 2), conform de selectieprocedure voor het ISU WK sprint |
| 3. | Hein Otterspeer                                   | De overige rijder(s) en reserve wordt door de SCL geselecteerd |
| 4. | Koen Verweij                                      | De overige rijder(s) en reserve wordt door de SCL geselecteerd |
| 5. | Michel Mulder (1e 1000m) Thomas Krol (2e 1000m)** | De overige rijder(s) en reserve wordt door de SCL geselecteerd |

* Kai Verbij kan niet deelnemen vanwege een scheurtje in de adductor
** Vanwege het binnenhalen van startplekken voor de WK sprint mogen de nr. 3 en 4 van het klassement over de 500-1000m van het OKT Hein Otterspeer en Michel Mulder, naast de WK-gangers Kjeld Nuis en Ronald Mulder zowel starten op de 500 als 1000m. De 2e 500m en 2e 1000m wordt Michel Mulder vervangen door de afstandsspecialisten Dai Dai Ntab (500m) en Thomas Krol (1000m)

##### 1500 meter
| 1.       | Koen Verweij                     | De beste Nederlandse rijder van het ISU World Cup klassement, na ISU World Cup Salt Lake City |
|          | Geen rijder voldoet aan deze eis | De tweede Nederlandse rijder van het ISU World Cup klassement, na ISU World Cup Salt Lake City, mits bij de beste 3 en behorend tot de internationale top 20 in een klassement 1500m-5000m, dit naar oordeel van de SCL |
|          | Sven Kramer                      | De geselecteerde rijders (maximaal 2), conform de selectieprocedure voor het ISU WK allround |
| 2.       | Patrick Roest                    | De geselecteerde rijders (maximaal 2), conform de selectieprocedure voor het ISU WK allround |
| 3.       | Marcel Bosker                    | De overige rijder(s) en reserve wordt door de SCL geselecteerd |
| 4.       | Douwe de Vries                   | De overige rijder(s) en reserve wordt door de SCL geselecteerd |
| 5.       | Chris Huizinga                   | De overige rijder(s) en reserve wordt door de SCL geselecteerd |
| Afgemeld |                                  | |
| 1.       | Sven Kramer                      | |
| 2.       | Jan Blokhuijsen                  | |
| 3.       | Simon Schouten                   | |

##### 5000 meter
|          | Sven Kramer                      | De beste Nederlandse rijder van het ISU World Cup klassement, na ISU World Cup Salt Lake City |
|          | Geen rijder voldoet aan deze eis | De tweede Nederlandse rijder van het ISU World Cup klassement, na ISU World Cup Salt Lake City, mits bij de beste 3 en behorend tot de internationale top 20 in een klassement 1500m-5000m, dit naar oordeel van de SCL |
| 1.       | Patrick Roest                    | De geselecteerde rijders (maximaal 2), conform de selectieprocedure voor het ISU WK allround |
| 2.       | Marcel Bosker                    | De overige rijder(s) en reserve wordt door de SCL geselecteerd |
| 3.       | Douwe de Vries                   | De overige rijder(s) en reserve wordt door de SCL geselecteerd |
| 4.       | Chris Huizinga                   | De overige rijder(s) en reserve wordt door de SCL geselecteerd |
| 5.       | Marwin Talsma                    | De overige rijder(s) en reserve wordt door de SCL geselecteerd |
| Afgemeld |                                  | |
| 1.       | Sven Kramer                      | |
| 2.       | Jan Blokhuijsen                  | |
| 3.       | Koen Verweij                     | |
| 4.       | Bob de Vries                     | |
| 5.       | Jorrit Bergsma                   | |
| 6.       | Simon Schouten                   | |

#### Vrouwen

##### 500 meter
| #  | Schaatsster                      | Selectienorm |
| -- | -------------------------------- | --- |
| 1. | Marrit Leenstra                  | De beste Nederlandse rijder van het ISU World Cup klassement, na ISU World Cup Salt Lake City |
|    | Geen rijder voldoet aan deze eis | De tweede Nederlandse rijder van het ISU World Cup klassement, na ISU World Cup Salt Lake City, mits bij de beste 3 en behorend tot de internationale top 20 in een klassement 500m-1000m, dit naar oordeel van de SCL |
| 2. | Jorien ter Mors (1e 500m)        | De geselecteerde rijders (maximaal 2), conform de selectieprocedure voor het ISU WK sprint |
| 3. | Letitia de Jong*                 | De overige rijder(s) en reserve wordt door de SCL geselecteerd |
| 4. | Anice Das                        | De overige rijder(s) en reserve wordt door de SCL geselecteerd |
| 5. | Sanneke de Neeling               | De overige rijder(s) en reserve wordt door de SCL geselecteerd |
| 6. | Mayon Kuipers (2e 500m)          | De overige rijder(s) en reserve wordt door de SCL geselecteerd |

##### 1000 meter
| #  | Schaatsster                      | Selectienorm |
| -- | -------------------------------- | --- |
| 1. | Marrit Leenstra                  | De beste Nederlandse rijder van het ISU World Cup klassement, na ISU World Cup Salt Lake City |
|    | Geen rijder voldoet aan deze eis | De tweede Nederlandse rijder van het ISU World Cup klassement, na ISU World Cup Salt Lake City, mits bij de beste 3 en behorend tot de internationale top 20 in een klassement 500m-1000m, dit naar oordeel van de SCL |
| 2. | Jorien ter Mors                  | De geselecteerde rijders (maximaal 2), conform de selectieprocedure voor het ISU WK sprint |
| 3. | Letitia de Jong*                 | De overige rijder(s) en reserve wordt door de SCL geselecteerd |
| 4. | Anice Das                        | De overige rijder(s) en reserve wordt door de SCL geselecteerd |
| 5. | Ireen Wüst                       | De overige rijder(s) en reserve wordt door de SCL geselecteerd |

##### 1500 meter
| #  | Schaatsster                      | Selectienorm |
| -- | -------------------------------- | --- |
| 1. | Marrit Leenstra                  | De beste Nederlandse rijder van het ISU World Cup klassement, na ISU World Cup Salt Lake City |
|    | Geen rijder voldoet aan deze eis | De tweede Nederlandse rijder van het ISU World Cup klassement, na ISU World Cup Salt Lake City, mits bij de beste 3 en behorend tot de internationale top 20 in een klassement 1500m-3000m, dit naar oordeel van de SCL |
| 2. | Ireen Wüst                       | De geselecteerde rijders (maximaal 2), conform de selectieprocedure voor het ISU WK allround |
| 3. | Antoinette de Jong               | De geselecteerde rijders (maximaal 2), conform de selectieprocedure voor het ISU WK allround |
| 4. | Melissa Wijfje                   | De overige rijder(s) en reserve wordt door de SCL geselecteerd |
| 5. | Linda de Vries                   | De overige rijder(s) en reserve wordt door de SCL geselecteerd |

##### 3000 meter
| 1.       | Antoinette de Jong               | De beste Nederlandse rijder van het ISU World Cup klassement, na ISU World Cup Salt Lake City |
|          | Geen rijder voldoet aan deze eis | De tweede Nederlandse rijder van het ISU World Cup klassement, na ISU World Cup Salt Lake City, mits bij de beste 3 en behorend tot de internationale top 20 in een klassement 1500m-3000m, dit naar oordeel van de SCL |
| 2.       | Ireen Wüst                       | De geselecteerde rijders (maximaal 2), conform de selectieprocedure voor het ISU WK allround |
| 3.       | Melissa Wijfje                   | De overige rijder(s) en reserve wordt door de SCL geselecteerd |
| 4.       | Linda de Vries                   | De overige rijder(s) en reserve wordt door de SCL geselecteerd |
| 5.       | Annouk van der Weijden           | De overige rijder(s) en reserve wordt door de SCL geselecteerd |
| Afgemeld |                                  | |
| 1.       | Carlijn Achtereekte              | |

Heerenveen 2002 ·
Heerenveen 2006 · 
Heerenveen 2010 · 
Heerenveen 2014 · 
Heerenveen 2018 · 
Heerenveen 2022